# 蕭山西駅
蕭山西駅（しょうざんにしえき）は、中華人民共和国浙江省杭州市蕭山区に位置する中国国鉄上海鉄路局が管轄する駅である。

## 所属路線
- 中国国鉄
  - 滬昆線（滬昆緩行線・元浙贛線）：杭州駅より21km、白鹿塘駅への連絡線を有する。
  - 蕭甬線：杭州南駅まで滬昆線と共用。

## 駅構造
- 単式ホーム1面、島式ホーム1面の地上駅である。貨物扱い施設とヤードを持つ。

## 利用状況
本駅は滬昆線、蕭甬線の貨物を扱う二等駅である。本駅と杭州南駅の貨物扱い施設と臨浦貨物駅を併せて白鹿塘駅付近に新たな貨物駅を作る計画がある。

## 歴史
- 1931年 - 蕭山駅として開業した[2]。
- 1990年 - 浙贛線が杭州市内をショートカットする新線の建設を開始した[2]。
- 1992年6月 - 杭州新線開通に伴い新たな蕭山駅（後の杭州南駅）が開業した。本駅は蕭山西駅へ改名し、旅客輸送の取り扱いを止めた[2]。

## 隣の駅
中国国鉄
滬昆線 (滬昆緩行線)
長河駅 - 蕭山西駅 - 杭州南駅
蕭山西駅 - 白鹿塘駅 (連絡線)